# Myristate d'isopropyle
Le myristate d'isopropyle (parfois abrégé MIP) est l'ester de l'acide myristique et de l'isopropanol. À température ambiante, c'est un liquide incolore et huileux.

## Utilisations
C'est un solvant organique. Il est très utilisé en cosmétique et en pharmacie (en émulsion avec l'eau, pour faciliter la pénétration des produits dans la peau). Il peut servir de traitement anti-poux sans pesticide : en dissolvant la cire qui couvre l'exosquelette des poux, il les tue par déshydratation. Il fait partie de certains bains de bouche comme anti-bactérien. 